# Das kleine weiße Pferd
Das kleine weiße Pferd (engl. The Little White Horse) ist ein Kinderbuch von Elizabeth Goudge. Es erhielt im Jahr 1946 die Carnegie Medal für Kinderliteratur.

## Handlung
Maria Merryweather, die bei ihrer Geburt ihre Mutter und mit 13 Jahren ihren Vater verloren hat, der ihr nur Schulden hinterlassen hat, kommt mit ihrer Gouvernante Miss Heliotrope nach Westengland aufs Land zu ihrem letzten Verwandten Sir Benjamin, einem Landadligen. Er lebt auf seinem Gut Moonacre in der Nähe der Siedlung Silverydew. Gerne zieht sie als verwöhnte Londonerin dort nicht hin.
Es ist trotzdem auf den ersten Blick nicht schlecht dort, auf den zweiten eine tolle Verbesserung, da alle beteiligten Personen sich als liebe freundliche Menschen darstellen, die für Maria und die ganze Welt nur das Beste wollen – Sir Benjamin selbst, sein Koch Marmaduke Scarlet, der Pfarrer Old Parson, dessen Haushälterin Loveday und natürlich das gesamte Landvolk, repräsentiert durch den Kutscher Digweed und Peterkin Pepper.
Sie trifft sogar ihren früheren Londoner Freund Robin wieder, den in London niemand außer ihr sehen konnte, weil er sie immer nur im Traum besucht hat.
Aber langsam schleicht sich das Böse näher, erst als fast unmerkliche Störung – niemand darf an den Strand wegen böser Nachbarn – dann immer deutlicher – diese Nachbarn stellen mit Fallen sogar im Park der Merryweathers kleinen lieben Tieren nach, und schließlich bedrohen diese Nachbarn das Idyll immer stärker.
Maria erfährt vom Pfarrer den Ursprung dieses Konfliktes: Vor 800 Jahren hat der erste Merryweather versucht, dem damals lebenden Vorfahren dieser Nachbarn, Cocq de Noir, dessen Land und Burg mit Gewalt, später mit einer arglistigen Heirat wegzunehmen. Fast hätte er es geschafft, aber die Nachfahren von Cocq haben sich die Herrschaft über ihr Gebiet nie wirklich entreißen lassen und stellen mittlerweile eine riesige Bedrohung dar.
Maria nimmt sich vor, diesen Konflikt ein für alle Mal aus der Welt zu schaffen. Sie erreicht ihr Ziel bravourös in den letzten drei Kapiteln zusammen mit Robin, der sich ebenfalls als Merryweather-Nachfahre herausstellt und der Sohn von Loveday ist.
Der Hauptauseinandersetzung stellt sie sich alleine. Nur Tiere hat sie als Hilfe: das Pony Immergrün (oder Bodefreude), den Löwen Wrolf, der während fast der gesamten Handlung als Hund bezeichnet wird und an Aslan aus Narnia erinnert, die Katze Zachariah, die Häsin Serena und ihren eigentlich ziemlich unnützen Hund Wiggins, der hauptsächlich durch das Abenteuer getragen werden muss.
Sie überredet Sir Cocq de Noir, von seinem bösen Verhalten abzulassen, löst drei eigentlich unlösbare Aufgaben, die Sir Cocq ihr als Vorbedingung gestellt hat – einen Beweis zu erbringen, dass der erste Merryweather seinen Zeitgenossen Cocq de Noir nicht umgebracht hat, die Rückgabe der seit 800 Jahren verschollenen Perlen ihrer Vorfahrin, der Frau des ersten Merryweathers und gleichzeitig Tochter dessen Erzfeindes Cocq de Noir an den heutigen Sir Cocq, und das Vorführen der mysteriösen weißen Pferdeherde, die in Vollmondnächten übers Land brausen und die bisher nur Maria sehen konnte. Sir Cocq ist überzeugt, vor allem, als sich die Pferde sogar als Einhörner entpuppen.
Im letzten Kapitel werden alle bei einer großen Teeparty miteinander versöhnt und sogar drei Hochzeiten gestiftet – zwischen Sir Benjamin und Loveday, die vor 20 Jahren schon einmal verlobt waren, und zwischen dem Pfarrer und Marias Gouvernante, deren Liebe der Vater der Gouvernante verhindert hat, weil der Pfarrer damals Atheist war. Und natürlich heiratet Maria ihren Robin. Der Heiratsantrag von Robin in Kapitel 8,1 hat urkomische Monty-Python-würdige Qualität.
Die Geschichte wurde 1940 geschrieben und spielt in England im Jahr 1842. Wohnsitz der Guten ist das märchenartige Schloss Moonacre. Die Bösen haben ihre Burg im finsteren Pinienwald gleich nebenan und dort finden sich natürlich auch Labyrinthe, die sich ausgezeichnet für Verfolgungsjagden eignen.

## Verfilmungen
Das Buch wurde von Oliver Parker verfilmt und kam im Februar 2009 unter dem Titel Das Geheimnis der Mondprinzessin (Regie Gabor Csupo) mit Dakota Richards, Ioan Gruffudd, Natascha McElhone und Tim Curry in den Hauptrollen ins Kino. Auch die Fernsehserie Moonacre von 1994 basiert auf dem Buch.

## Erstausgabe
- 1st edition, London, University of London Press Ltd. [1946]; LCCN 47-018596